# Discestra zermattensis
Discestra zermattensis là một loài bướm đêm trong họ Noctuidae.